# Кропоткіне
Кропо́ткіне (до 1948 року — Ток-Шейх, крим. Toq Şeyh) — село Перекопського району Автономної Республіки Крим.
Розташоване в центрі району.
Відстань від райцентру до населеного пункта становить 30 кілометрів по прямій.